# Petr Mrázek
Petr Mrázek, född 14 februari 1992, är en tjeckisk professionell ishockeymålvakt som spelar för Chicago Blackhawks i NHL.
Han har tidigare spelat på NHL-nivå för Toronto Maple Leafs, Carolina Hurricanes, Philadelphia Flyers och Detroit Red Wings och på lägre nivåer för Grand Rapids Griffins i AHL och Ottawa 67's  i OHL.

## Klubbkarriär

### NHL

#### Detroit Red Wings
Han draftades i femte rundan i 2010 års draft av Detroit Red Wings som 141:a spelare totalt.

#### Philadelphia Flyers
Med bakgrunden att han blir RFA (restricted free agent) 1 juli 2018, tradades han från Red Wings till Philadelphia Flyers den 19 februari 2018 i utbyte mot två villkorliga draftval, ett i fjärde rundan 2018 och ett i tredje rundan 2019. Draftvalet 2018 kan bli så högt som ett val i andra rundan om Flyers når konferensfinal 2018 och Mrazek vinner minst sex slutspelsmatcher. Om Flyers kontrakterar Mrazek före 1 juli 2018, aktiveras draftvalet i tredje rundan 2019.

#### Carolina Hurricanes
Mrázek skrev som free agent på ett ettårskontrakt värt 1,5 miljoner dollar med Carolina Hurricanes den 1 juli 2018.